# Imène Ben Chaabane
Imène Ben Chaabane, née le 3 mai 1982, est une escrimeuse tunisienne pratiquant l'épée. 

## Carrière
Elle est médaillée d'argent à l'épée féminine senior individuelle aux championnats d'Afrique 2003 à Dakar, aux Jeux africains de 2007 à Alger ainsi qu'aux championnats d'Afrique 2008 à Casablanca ; elle obtient aussi lors de ces derniers championnats l'or en épée par équipes. Elle obtient le bronze à l'épée individuelle et l'or à l'épée par équipes aux championnats d'Afrique 2009 à Dakar.
Elle est médaillée d'or en épée par équipes aux Jeux africains de 2007 à Alger.